# NK buňka

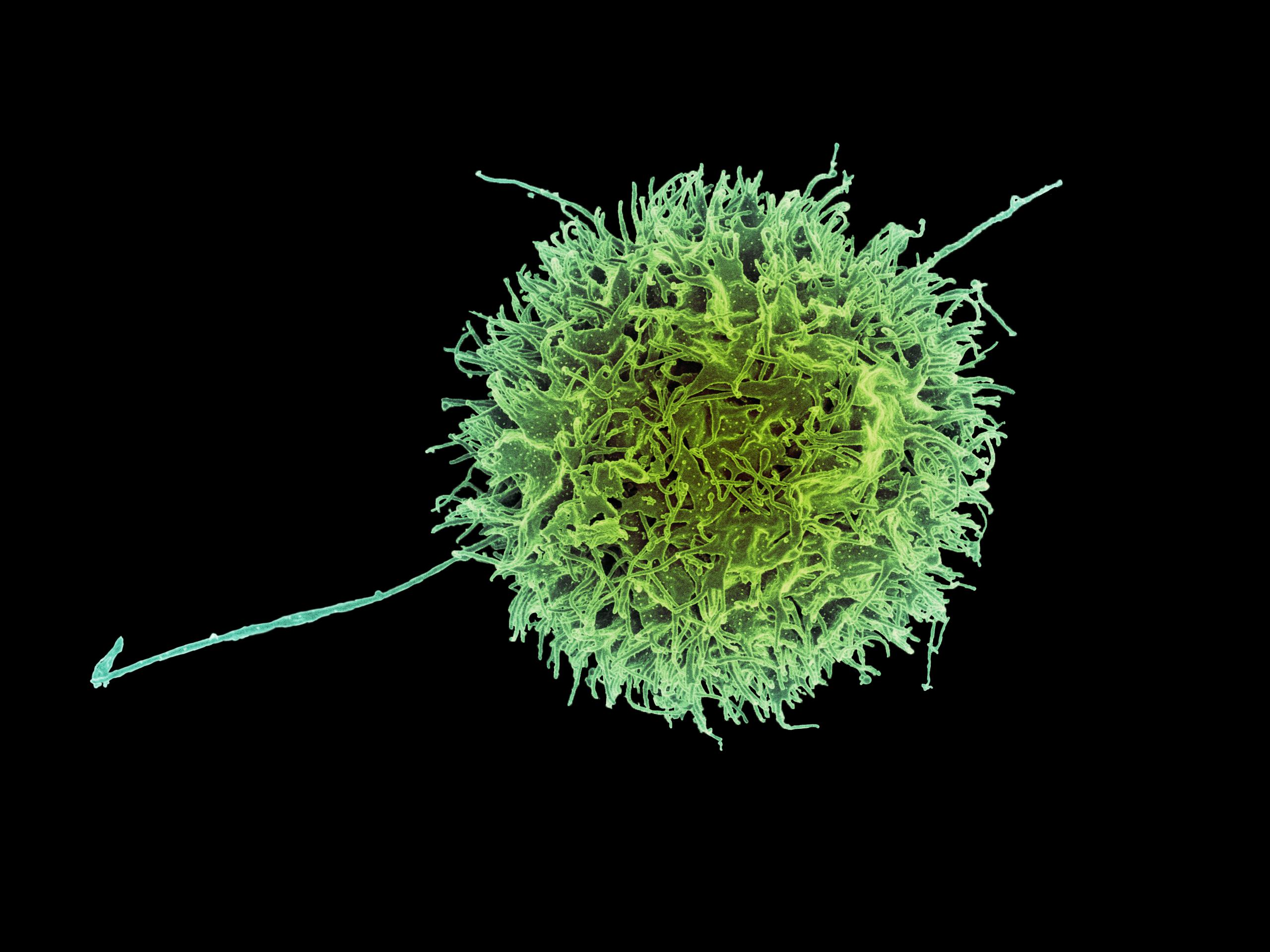
lidská NK buňka

NK buňka (z angl. natural killer cell, tedy „přirozený zabiják“) je velká buňka imunitního systému, která je řazena mezi lymfocyty po bok B-lymfocytů a T-lymfocytů, ale na rozdíl od nich se řadí do (přirozené) nespecifické větve imunity. NK buňky lze identifikovat podle přítomnosti CD56 a nepřítomnosti CD3 (CD56+, CD3−). NK buňky (patřící do skupiny přirozených lymfoidních buněk) jsou jedním ze tří druhů buněk diferencovaných od běžného lymfoidního progenitoru, další dva jsou B a T lymfocyty. Je známo, že NK buňky se diferencují a dozrávají v kostní dřeni, lymfatických uzlinách, slezině, mandlích a brzlíku, a tam se pak dostávají do oběhu. NK buňky se liší od NK T-lymfocytů (NKT buněk) fenotypově, původem a příslušnými efektorovými funkcemi; aktivita NKT buněk často podporuje aktivitu NK buněk sekrecí IFN-γ. Na rozdíl od NKT buněk, NK buňky neexprimují T-buněčné antigenní receptory (TCR), CD3 marker nebo B-buněčné receptory (BCR), ale obvykle exprimují povrchové markery CD16 (FcyRIII) a CD57 u lidí a NK1.1 nebo NK1.2 u C57BL/6 myší. Povrchový buněčný marker NKp46 představuje v současné době další preferovaný NK buněčný marker exprimovaný jak u lidí, tak u několika kmenů myší (včetně myší BALB/c) a u tří běžných druhů opic.
Přirozené lymfoidní buňky se hlavně podle produkovaných cytokinů dělí na tři skupiny. Skupina 1 ILCs sekretuje IFN-γ a řadí se sem NK buňky a ILC1 buňky. Skupina 2 ILCs produkuje převážně IL-5 a IL-13 a patří sem ILC2 buňky. Poslední skupina 3 ILCs je charakterizována produkcí IL-22 a/nebo IL-17 a obsahuje LTi buňky, NCR− ILC3 a NCR+ ILC3 buňky.
Mezi hlavní efektorové funkce NK buněk se řadí cytotoxicita a poté sekrece cytokinů a to hlavně INF-γ, který dále aktivuje makrofágy, T-lymfocyty a dendritické buňky. NK buňky hrají roli v brzké imunitní odpovědi proti virům, kdy jsou schopny rozpoznat a zabít napadené buňky, a dále také v protinádorové imunitě, kde za určitých okolností rozpoznávají transformované nádorové buňky a také v nich indukují apoptózu.
Kromě toho, že přirozené zabíječské buňky zastávají efektorové funkce přirozené imunity, aktivační i inhibiční NK buněčné receptory hrají důležitou funkční roli, včetně tolerance vlastních tkání a udržení aktivity NK buněk. NK buňky také hrají roli v adaptivní imunitní odpovědi: četné experimenty prokázaly jejich schopnost rychle se přizpůsobit bezprostřednímu prostředí a formulovat antigen-specifickou imunologickou paměť, zásadní pro reakci na sekundární infekce stejným antigenem.[9] Role NK buněk v přirozené i adaptivní imunitní odpovědi se stává stále důležitější ve výzkumu, který využívá aktivitu NK buněk jako potenciální terapii proti nádorovým onemocněním.

## Podskupiny NK buněk
NK buňky lze klasifikovat jako CD56bright nebo CD56dim. CD56bright NK buňky jsou podobné pomocným T lymfocytům jejichž efektorové funkce závisí převážně na sekreci cytokinů. CD56bright tvoří většinu NK buněk, nacházejí se v kostní dřeni, sekundární lymfatické tkáni, játrech a kůži. NK buňky CD56dim se primárně nacházejí v periferní krvi a vyznačují se schopností zabíjet buňky. CD56dim NK buňky jsou vždy CD16 pozitivní (CD16 je klíčovým mediátorem buněčné cytotoxicity závislé na protilátkách (ADCC)). CD56bright může přejít na CD56dim získáním CD16.
NK buňky mohou prostřednictvím CD16-zprostředkované ADCC eliminovat buňky infikované virem. Všichni pacienti s koronavirovým onemocněním (COVID-19) z roku 2019 vykazovali vyčerpané CD56bright NK buňky, ale CD56dim je vyčerpaný pouze u pacientů s těžkým průběhem onemocnění COVID-19.

## Receptory
Receptory NK buněk mohou být rozděleny na základě jejich funkce. NCR receptory přímo indukují apoptózu po navázání na Fas ligand, který přímo indikuje infekci buňky. Tyto receptory nezávislé na MHC molekulách využívají alternativní cesty k indukci apoptózy rozpoznávaných buněk. Aktivace NK buněk je závislá na rovnováze signalizace inhibičních a aktivačních receptorů. Například pokud je výraznější signalizace inhibičním receptorem, bude aktivace NK buněk inhibována a naopak.

#### Inhibiční receptory
Inhibiční receptory NK buněk rozpoznávají na cílových buňkách hlavně molekuly MHC I. Signalizují pomocí intracelulární části receptoru, na které se nachází ITIM (zkr. angl. immunoreceptor tyrosin-based inhibitory motif). 
- KIR (zkr. angl. killer immunoglobulin-like receptors) - jsou receptory patřící do imunoglobulinové rodiny a rozeznávají MHC I, jsou exprimovány na lidských buňkách
- CD94/NKG2A - receptor tvořící heterodimer, patří do C-type lektinové rodiny, rozpoznává neklasické MHC I molekuly a je exprimován jak na lidských, tak myších buňkách
- Ly49 - myší analog lidských KIR receptorů

#### Aktivační receptory
Aktivační receptory NK buněk obecně rozpoznávají povrchové molekuly, které jsou exprimovány a translokovány na membránu při buněčném stresu. Aktivační receptory nesignalizují přímo pomocí intracelulární části receptoru, ale využívají k tomu adaptorové molekuly, na kterých se pro změnu nachází ITAM (zkr. angl. immunoreceptor tyrosin-based activating motif). 
- NKG2D - homodimer, mezi nejvýznamnější ligandy patří MIC-A, MIC-B, které jsou hodně exprimovány v nádorových buňkách jako odpověď na poškození DNA, a pak ULBP1, ULBP2, ULBP3 a ULBP4
- NCR (zkr. angl. natural cytotoxicity receptors) - patří také do imunoglobulinové rodiny, asi nejvíce prozkoumanými variantami jsou NKp46 a NKp30, tyto receptory obecně rozpoznávají ligandy na nádorových buňkách i virem infikovaných buňkách
- KIR, Ly49 - některé varianty těchto receptorů mohou mít naopak aktivační funkci
- FcγRIII (CD16) - receptor specifický pro Fc část IgG protilátek, které opsonizují cílové buňky, zprostředkovává ADCC (zkr. angl. antibody-dependent cellular cytotoxicity) [8]
- TLR – Toll-like receptory patří mezi tzv. Patter recognition receptory (PRR), receptory typické pro buňky přirozené imunity rozeznávající PAMP a DAMP molekuly. Tyto receptory jsou zásadní pro indukci imunitní reakce. Toll-like receptory (TLR) jsou exprimovány také na NK buňkách, kde podporují produkci zánětlivých cytokinů a chemokinů a zesilují imunitní odpověď a jsou schopny spustit efektorové funkce NK buněk.[15] NK buňky tedy přímo reagují na přítomnost patogenů. NK buňky exprimují všechny lidské TLR (kromě TLR10) v různé míře. Exprimují vysoké hladiny TLR1, střední hladiny TLR2, TLR3, TLR5 a TLR6 a nízké hladiny TLR4, TLR8 a TLR9 a velmi nízké až nedetekovatelné hladiny TLR7 a TLR10.[16] TLR jsou však exprimovány na NK buňkách bez ohledu na stav, v jakém se buňka nachází a spolupracují s chemokiny nebo cytokiny na aktivaci NK buněk.[17] TLR jsou exprimovány na povrchu buňky nebo uvnitř endosomů a kromě TLR3 všichni signalizují přes adaptorový protein MyD88 a aktivují NF-kB signální dráhy. TLR3 využívá signalizaci přes adaptorový protein TRIF. Stimulace různých TLR jejich ligandy způsobuje rozdílnou aktivaci NK buněk.[18]

## Funkce

### Apoptóza zprostředkovaná cytolytickými granulemi
NK buňky jsou cytotoxické a v cytoplazmě se nachází malé granule, které obsahují cytolytické proteiny jako perforin a proteázy granzymy. Po exocytóze lytických granulí, vytváří perforin póry v buněčné membráně cílové buňky, kterými mohou do buňky prostoupit granzymy a přidružené molekuly a dochází k indukci apoptózy nebo k osmotické lýzi cilové buňky. Rozdíl mezi apoptózou a lýzou buňky je velice důležitý: lýza virem infikované buňky je potenciálně imunogenní, zatímco apoptóza vede k neimunogenní buněčné smrti. NK-buňky vylučují také α-defensiny a antimikrobiální molekuly, které přímo zabíjejí bakterie narušováním jejich buněčných stěn podobným způsobem jako neutrofily.

### Buněčná cytotoxicita závislá na protilátkách (ADCC)
Protilátky opsonizují infikované buňky a aktivují následně buňky imunitního systému, a to včetně NK buněk. Protilátky, které se vážou na antigeny, mohou být rozpoznány receptory FcyRIII (CD16) exprimovanými na NK buňkách, čímž dochází k aktivaci NK buněk, uvolnění cytolytických granulí a následné buněčné apoptóze. Toto je hlavní mechanismus zabíjení některých monoklonálních protilátek, jako je rituximab (Rituxan), ofatumumab (Azzera) a další. Příspěvek ADCC k zabíjení nádorových buněk lze měřit specifickým testem, který používá imortalizovanou buněčnou linii NK-92.

### Cytokiny indukovaná aktivace NK buněk a cytotoxických T-lymfocytů (CTL)
Cytokiny hrají klíčovou roli v aktivaci NK buněk. Jedná o stresové molekuly uvolňované buňkami po virové infekci a slouží k signalizaci přítomnosti virových patogenů v postižené oblasti. Cytokiny zapojené do aktivace NK zahrnují IL-12, IL-15, IL-18, IL-2 a CCL5. NK buňky jsou aktivovány v reakci na interferony nebo cytokiny odvozené od makrofágů. NK buňky slouží k potlačení virových infekcí, zatímco adaptivní imunitní odpověď generuje antigen-specifické cytotoxické T lymfocyty (CTL), které mohou infekci odstranit. NK buňky kontrolují virové infekce vylučováním IFNγ a TNFα. IFNγ aktivuje makrofágy k fagocytóze a zničení napadených buněk a TNFα podporuje přímé zabíjení nádorových buněk. Ukázalo se, že pacienti s nedostatkem NK buněk jsou vysoce náchylní k časným fázím infekce herpes virem.

### Missing 'self' hypotéza
Aby NK buňky mohli bránit tělo před viry a jinými patogeny, vyžadují mechanismy, které umožňují určit, zda je buňka infikována nebo ne. Přesné mechanismy zůstávají předmětem výzkumu, ale předpokládá se, že jde o rozpoznání stavu „altered self“. Pro kontrolu jejich cytotoxické aktivity mají NK buňky dva typy povrchových receptorů: aktivační receptory a inhibiční receptory, včetně killer-cell immunoglobulin-like receptoru (KIR). Většina z těchto receptorů není jedinečná pro NK buňky a může být přítomna také na některých podskupinách T lymfocytů.
Inhibiční receptory rozpoznávají molekuly MHC I. třídy, což by mohlo vysvětlovat, proč NK buňky přednostně zabíjejí buňky, které mají nízké hladiny molekul MHC I. třídy. Tento způsob interakce cílové buňky a NK buňky je známý jako „missing-self recognition“, termín vytvořený Klasem Kärrem a jeho spolupracovníky koncem 90. let. Prezentace peptidů pomocí molekul MHC I. třídy je hlavním mechanismem, kterým buňky vystavují virové nebo nádorové antigeny pro rozpoznání cytotoxickými T lymfocyty. Běžná evoluční adaptace na tento proces je pozorována jak u intracelulárních mikrobů, tak u nádorů: chronická down-regulace molekul MHC I. třídy, která činí postižené buňky neviditelné pro T lymfocyty. To jim umožňuje vyhnout se imunitní reakci zprostředkované cytotoxickými T lymfocyty. NK buňky se zjevně vyvinuly jako evoluční odpověď na tuto adaptaci (ztráta MHC eliminuje působení CD4/CD8, takže se vyvinula další imunitní buňka, která tuto funkci plní).

### Dohled nad nádorovými buňkami
NK buňkám často chybí antigenně specifické buněčné povrchové receptory, jsou tedy součástí přirozené imunity, tedy schopné okamžitě reagovat bez předchozí expozice patogenu. U lidí i myší hrají NK buňky zásadní roli při imunitním dohledu nad nádory. NK buňky přímo indukují smrt nádorových buněk (NK působí jako cytolytické efektorové lymfocyty), a to i v nepřítomnosti povrchových adhezních molekul a antigenních peptidů. Tato role NK buněk je kritická pro imunitní reakci zejména proto, že T lymfocyty nejsou schopny rozpoznat patogeny v nepřítomnosti povrchových antigenů. Detekce nádorových buněk vede k aktivaci NK buněk a následné produkci a uvolňování cytokinů.
Pokud nádorové buňky nezpůsobují zánět, budou také považovány za vlastní a nebudou indukovat odpověď T lymfocytů. NK buňky produkují řadu cytokinů, včetně tumor necrosis factor α (TNFα), IFNγ a interleukinu 10 (IL-10). Aktivace NK buněk a následná produkce cytolytických efektorových molekul ovlivňuje makrofágy, dendritické buňky a neutrofily, čímž dochází k indukci antigenně specifické reakce T a B lymfocytů. Lýza nádorových buněk NK buňkami je zprostředkována alternativními receptory, včetně NKG2D, NKp44, NKp46, NKp30 a DNAM. NKG2D je disulfidicky vázaný homodimer, který rozpoznává řadu ligandů, včetně ULBP a MICA, které jsou typicky exprimovány na nádorových buňkách. Role interakce mezi NK buňkami a dendritickými buňkami byla studována a definována jako kritická pro pochopení komplexního imunitního systému.
NK buňky spolu s makrofágy a několika dalšími buněčnými typy exprimují Fc receptor (FcR) (FC-gama-RIII = CD16), aktivační biochemický receptor, který váže Fc část protilátek třídy IgG. To umožňuje NK buňkám zacílit na buňky opsonizované protilátkami a lyzovat buňky prostřednictvím ADCC. Tato odpověď závisí na afinitě Fc receptoru exprimovaného na NK buňkách. Tato afinita je určena aminokyselinou v pozici 158, kterou může být fenylalanin (alela F) nebo valin (alela V). Jedinci s vysoce afinitním FcRgammRIII (158 V/V alela) lépe reagují na protilátkovou terapii. To bylo prokázáno u pacientů s lymfomem, kteří dostávali protilátku Rituxan. Pacienti, kteří exprimují alelu 158 V/V, měli lepší protinádorovou odpověď. Alelu 158 V/V exprimuje pouze 15–25 % populace.

### Odstranění senescentních buněk
NK buňky a makrofágy hrají zásadní roli při odstraňování senescentních buněk. NK buňky přímo zabíjejí senescentní buňky a produkují cytokiny, které aktivují makrofágy, které senescentní buňky fagocytují.
NK buňky používají NKG2D receptory k detekci senescentních buněk a zabíjejí tyto buňky pomocí cytolytického proteinu perforinu. CD8+ cytotoxické T-lymfocyty také používají NKG2D receptory k detekci senescentních buněk a podporují jejich zabíjení podobně jako NK buňky. Například u pacientů trpící Parkinsonovou nemocí jsou hladiny NK buněk zvýšené, protože degradují agregáty alfa-synukleinu, ničí senescentní neurony a tlumí zánět způsobený leukocyty v centrálním nervovém systému.

### Adaptivní vlastnosti NK buněk - „paměťové“, „adaptivní“ a paměťové NK buňky
Schopnost generovat paměťové buňky po primární infekci a následná rychlá imunitní aktivace a reakce při následné infekci stejným antigenem je zásadní pro roli, kterou T a B lymfocyty hrají v adaptivní imunitní reakci. Po mnoho let byly NK buňky považovány za součást přirozeného imunitního systému. V poslední době však přibývající důkazy naznačující, že NK buňky mohou vykazovat několik vlastností, které jsou obvykle připisovány adaptivním imunitním buňkám (např. T buněčným odpovědím), jako je dynamická expanze a kontrakce podskupin, delší životnost a forma imunologické paměti, která je charakterizována silnější odpovědí při sekundární expozici stejným antigenem. U myší byla většina výzkumu prováděna s myším cytomegalovirem (MCMV) a na modelech hapten-hypersenzitivních reakcí. Zejména v MCMV modelu byly objeveny ochranné paměťové funkce MCMV-indukovaných NK buněk a bylo prokázáno, že přímé rozpoznání MCMV-ligandu m157 receptorem Ly49 je klíčové pro generování adaptivních reakcí NK buněk. U lidí se většina studií zaměřuje na expanzi podskupiny NK buněk nesoucích aktivační receptor NKG2C (KLRC2). Takové expanze byly pozorovány především v reakci na lidský cytomegalovirus (HCMV), ale také u jiných infekcí včetně Hantaviru, viru Chikungunya, HIV nebo virové hepatitidy. Zda však tyto virové infekce spouštějí expanzi adaptivních NKG2C+ NK buněk nebo zda jiné infekce vedou k reaktivaci latentního HCMV (jak se navrhuje u hepatitidy), zůstává předmětem studia. Nedávný výzkum naznačuje, že adaptivní NK buňky mohou využít aktivační receptor NKG2C (KLRC2) k přímé vazbě na peptidové antigeny odvozené od lidského cytomegaloviru a reagovat na rozpoznání peptidu aktivací, expanzí a diferenciací. Je to tedy mechanismus odpovědi na virové infekce, který byl dříve známy pouze pro T lymfocyty adaptivního imunitního systému.

### Funkce NK buněk v těhotenství
Vzhledem k tomu, že většina těhotenství zahrnuje dva rodiče, kteří nejsou tkáňově „shodní“, úspěšné těhotenství vyžaduje potlačení imunitního systému matky. NK buňky v tomto procesu považovány za důležitý buněčný typ. Tyto buňky jsou známé jako "děložní NK buňky" (uNK buňky) a liší se od periferních NK buněk. Patří do podskupinu CD56bright NK buněk, jsou silným producenty cytokinů, ale vykazují nízkou schopnost cytotoxickou a jsou relativně podobné periferním CD56bright NK buňkám, s mírně odlišným profilem receptorů. Tyto uNK buňky jsou nejhojnějšími leukocyty přítomnými v děloze v časném těhotenství, kde představují asi 70 % leukocytů, ale odkud pocházejí, zůstává kontroverzní.
Tyto NK buňky mají schopnost vyvolat buněčnou cytotoxicitu in vitro, ale na nižší úrovni než periferní NK buňky, přestože obsahují perforin. Nedostatek cytotoxicity in vivo může být způsoben přítomností ligandů inhibičních receptorů. Trofoblastové buňky downregulují HLA-A a HLA-B, čímž se brání smrti zprostředkované cytotoxickými T lymfocyty. To by za normálních okolností spustilo „missing-self recognition“ mechanismus NK buněk; tyto buňky však přežívají. Předpokládá se, že trofoblast selektivně downreguluje HLA-E (což je ligand pro NK buněčný inhibiční receptor NKG2A) a HLA-G (což je ligand pro NK buněčný inhibiční receptor KIR2DL4), čímž dojde k zabránění zabití buněk NK buňkami.
Děložní NK buňky nevykazují žádný významný rozdíl u žen s opakovanými potraty ve srovnání s kontrolami. U žen s opakovanými potraty se však vyskytuje vyšší procento periferních NK buněk než v kontrolních skupinách.
NK buňky sekretují vysoké hladiny cytokinů, které pomáhají zprostředkovat jejich funkci. NK buňky interagují s HLA-C a dochází k produkci cytokinů nezbytných pro proliferaci trofoblastu. Některé důležité cytokiny, které vylučují, zahrnují mimo jiné TNF-α, IL-10, IFN-γ, GM-CSF a TGF-β. Například IFN-γ rozšiřuje a ztenčuje stěny mateřských spirálních tepen, čímž zvyšuje průtok krve do místa implantace.

### Únik nádorových buněk
Uvolněním rozpustných NKG2D ligandů se mohou nádorové buňky vyhnout imunitním reakcím. Tyto rozpustné NKG2D ligandy se vážou na NKG2D receptory NK buněk, dojde k „falešné“ reakci NK buněk a dochází tak k vytvoření konkurence o receptorové místo. Tento způsob úniku se vyskytuje u rakoviny prostaty. Kromě toho nádory rakoviny prostaty se mohou vyhýbat rozpoznání CD8+ cytotoxickými T lymfocyty díky své schopnosti snižovat expresi molekul MHC I. třídy. Tento příklad imunitního úniku ve skutečnosti zdůrazňuje důležitost NK buněk v imunitní reakci a dohledu nad nádory, protože CD8+ cytotoxické T lymfocyty mohou následně působit na nádorové buňky pouze v odpovědi na produkci cytokinů iniciovanou NK buňkami (adaptivní imunitní odpověď).

## Využití NK buněk

### Protinádorová terapie
Bylo zjištěno, že NK buňky infiltrující nádorové buňky hrají klíčovou roli, při podpoře buněčné smrti vyvolané léky u lidské triple negativní rakoviny prsu. Protože NK buňky rozpoznávají cílové buňky, když exprimují nevlastní HLA antigeny (ale ne vlastní), autologní (pacientovi vlastní) infuze NK buněk nevykazuje žádné protinádorové účinky. Místo toho výzkumníci pracují na použití alogenních buněk z periferní krve, což vyžaduje, aby byly před infuzí pacientům odstraněny všechny T lymfocyty, aby se odstranilo riziko reakce štěpu proti hostiteli (GvHD), která může být smrtelná. Toho lze dosáhnout pomocí imunomagnetické kolony (CliniMACS). Navíc vzhledem k omezenému počtu NK buněk v krvi (pouze 10 % lymfocytů jsou NK buňky), je třeba jejich počet v kultuře navýšit. To může trvat několik týdnů a výnos je závislý na dárci.

### CAR NK buňky
Chimérní antigenní receptory (CAR) jsou geneticky modifikované receptory zacílené na buněčné povrchové antigeny, které poskytují cenný přístup ke zvýšení účinnosti efektorových buněk. CAR indukují vysokou afinitu efektorové buňky nesoucí tento receptor, k vazbě na buňky exprimující cílový antigen, čímž je snížen práh buněčné aktivace a dochází k indukci efektorových funkcí.
CAR T buňky jsou dnes již celkem známou buněčnou terapií. Širší použití je však limitováno několika zásadními problémy: vysokou cenou CAR T terapie, která je způsobená nutností vytvořit specifické CAR T buňky pro každého pacienta; nutností využití pouze autologních T lymfocytů, kvůli vysokému riziku vzniku GvHD, pokud jsou použity allogenní T lymfocyty; nemožnost reinfúze CAR T buněk, pokud u pacienta dojde k relapsu nebo je pozorováno nízké přežití CAR T buněk; CAR T terapie také vykazuje vysokou toxicitu, způsobenou hlavně produkcí IFN-γ a následnou indukcí CRS (cytokine release syndrome) a/nebo neurotoxicity.
Využití CAR NK buněk není eliminováno nutností vytvářet buňky specifické pro daného pacienta a zároveň GvHD není způsobena NK buňkami, dochází tedy k odpadnutí nutnosti využití autologních buněk. Toxické efekty CAR T terapie, jako je například CSR, nebyly pozorovány při použití CAR NK buněk. NK buňky jsou tak považovány za zajímavou možnost tzv. „Off-the-shelf“ produktu. Oproti CAR T lymfocytům CAR NK buňky si zachovávají nezměněnou expresi NK buněčných aktivačních receptorů. NK buňky tak rozpoznávají a zabíjí nádorové buňky i pokud, vlivem tumor-escape strategie na nádorových buňkách, došlo k downregulaci exprimace ligandu pro CAR receptor.
NK buňky odvozené z pupečníkové krve byly použity pro vznik CAR.CD19 NK buněk. Tyto buňky jsou schopny vlastní produkce cytokinu IL-15, čímž jsou schopny zesílit autokrinní/parakrinní expranzi a perzistenci in vivo. Podání těchto modifikovaných NK buněk není spojeno s vývojem CSR, neurotoxicitou a GvHD.
Ve většině případů byly CAR NK buňky vytvořeny z NK buněčných linií jako je například linie NK-92. Příkladem toho je buňka odvozená od NK-92 upravená pomocí CD16 a anti-PD-L1 CAR; v současnosti v klinickém vývoji pro onkologické indikace. Byla vytvořena varianta NK-92 klinického stupně, která exprimuje CAR pro HER2 (ErbB2) a je v použití v klinické studii u pacientů s HER2 pozitivním glioblastomem. Bylo vytvořeno několik dalších klonů klinického stupně exprimujících CAR pro PD-L1, CD19, HER-2 a EGFR. PD-L1 cílené vysoce afinitní NK buňky byly v klinické studii podávány řadě pacientů se solidními nádory. Použití NK buněčných linií však může být alespoň částečně nebezpečné a před infúzí vyžaduje ozáření buněk.

### NK-92
Efektivnějším způsobem, jak získat vysoký počet NK buněk, je expandovat NK-92 buňky což je NK buněčná linie se všemi charakteristikami vysoce aktivních krevních NK buněk, ale s mnohem vyšší cytotoxicitou. Buňky NK-92 rostou v kultuře nepřetržitě a mohou být expandovány do dostatečného množství. Klinické studie prokázaly, že buňky NK-92 jsou bezpečné a vykazují protinádorovou aktivitu u pacientů s rakovinou plic nebo slinivky, melanomem a lymfomem. Protože buňky NK-92 pocházejí z pacienta s lymfomem, musí být před infuzí ozářeny. Je však vyvíjeno úsilí o konstrukci buněk, bez potřeby ozařování. Ozářené buňky si zachovávají plnou cytotoxicitu. NK-92 jsou alogenní (od dárce odlišného od příjemce), ale v klinických studiích nebylo prokázáno, že by vyvolaly významnou reakci hostitele.
Nemodifikovaným NK-92 buňkám chybí molekula CD-16, což je činí neschopnými provádět buněčnou cytotoxicitu závislou na protilátkách (ADCC); buňky však byly upraveny tak, aby exprimovaly vysokoafinitní Fc-receptor (CD16A, 158V) geneticky spojený s IL-2, který je vázán na endoplazmatické retikulum (ER). Tyto vysoce afinitní NK-92 buňky mohou provádět ADCC a mají tak značně rozšířené terapeutické využití.

### NKG2D-Fc fúzní protein
Ve studii v Boston Children's Hospital v koordinaci s Dana-Farber Cancer Institute, ve které se u imunokompromitované myši vyvinuli lymfomy po infekci EBV, byl NK-aktivační receptor NKG2D fúzován se stimulační Fc částí protilátky proti EBV. Ukázalo se, že fúze NKG2D-Fc je schopná snížit růst nádoru a prodloužit přežití příjemců. V modelu transplantace lymfomů poháněných LMP1 se ukázalo, že fúze NKG2D-Fc je schopna snížit růst nádoru a prodloužit přežití příjemců.
U Hodgkinova lymfomu, u kterého jsou maligní Hodgkin Reed-Sternbergovy buňky typicky deficitní v HLA I. třídy, je imunitní únik částečně zprostředkován vychýlením směrem k vyčerpanému fenotypu PD-1hi NK buněk a reaktivace těchto NK buněk se zdá být jedním z mechanismů účinku, který je vyvolaný blokádou kontrolních bodů.

### TLR ligandy
TLR signalizace účinně aktivuje efektorové funkce NK buněk jak in vitro tak in vivo. TLR ligandy jsou tak potenciálně schopné zlepšit efektorové funkce NK buněk při protinádorové terapii.
Trastuzumab je monoklonální anti-HER2 protilátka, která se používá pro léčbu pacientů trpící HER2+ karcinomem prsu. Pro terapeutický efekt trastuzumabu jsou částečně důležité NK buňky, protože může opsonizace karcinomu monoklonální protilátkou může vyvolat ADCC NK buněk. Polysacharid krestin (PSK) je extrahován z Trametes versicolor a je považován za silný TLR2 ligand. PSK aktivuje lidské NK buňky, indukuje produkci IFN-γ a zlepšuje ADCC vyvolanou trastzumabem. Použití PSK ve společné terapii s trastuzumabem je potenciální léčebná metoda, která vede ke zlepšení protinádorového efektu.
TLR7 signalizace indukuje sekreci IFN typu I a dalších prozánětlivých cytokinů jako IL-1b, IL-6 a IL-12. Molekula SC1 je TLR7 ligandem a při jejím opakovaném podávání došlo k reverzi anergie NK buněk u myší, u kterých se vyskytoval RMA-S NK-senzitivní lymfom. Aktivace NK buněk vyústila úspěšné zničení nádorových buněk.
TLR8 ligand VTX-2337 byl použit při terapii spinocelulárního karcinomu hlavy a krku společně s monoklonální protilátkou cetuximab. Výsledky ukazují, že NK buňky se stali lépe reaktivní k terapii cetuximabem po pretreatování s VTX-2337. Stimulace TLR8 signální dráhy a inflamazómu podporuje CD-16 indukovanou ADCC NK buněk v pacientech léčených monoklonální protilátkou cetuximab.
NK buňky hrají také roli v reakci proti viru HIV-1. Inkubace mononukleárních buněk periferní krve s TLR9 ligandem MGN1703 způsobila aktivaci a zlepšení efektorových funkcí NK buněk a došlo tak k významné inhibici šíření viru HIV-1 v kultuře autologních CD4+ T lymfocytů. Inkubace způsobila silnou aktivaci efektorových antivirových funkcí buněk přirozené imunity, zvýšení transkripce viru HIV-1 a indukovala supresi infekce CD4+ T lymfocytů virem HIV-1 zprostředkovanou NK buňkami.

## Nové objevy

### Vrozená odolnost proti HIV
Nedávný výzkum naznačuje, že specifické interakce genů KIR-MHC třídy I by mohly řídit vrozenou genetickou odolnost vůči určitým virovým infekcím, včetně viru HIV a následného rozvoje onemocnění AIDS. Bylo zjištěno, že určité alotypy HLA určují progresi HIV k AIDS; příkladem jsou alely HLA-B57 a HLA-B27, u kterých bylo zjištěno, že zpomalují progresi z HIV na AIDS. To je evidentní, protože u pacientů exprimujících tyto HLA alely bylo pozorováno, že mají nižší virovou zátěž a pozvolnější pokles počtu CD4+ T lymfocytů. Navzdory rozsáhlému výzkumu a shromážděným údajům, které měří genetickou korelaci alel HLA a alotypů KIR, nebyl dosud učiněn pevný závěr, jaká kombinace poskytuje sníženou náchylnost k HIV a AIDS. NK buňky mohou vyvinout imunitní tlak na HIV, který byl dříve popsán pouze pro T lymfocyty a protilátky. HIV mutuje, aby se vyhnul detekci NK buněk.

### Rezidentní NK buňky
Většina našich současných znalostí je odvozena z výzkumu NK buněk myší sleziny a lidské periferní krve. V posledních letech však byly popsány populace rezidentních NK buněk. Tyto rezidentní NK buňky sdílejí transkripční podobnost s tkáňově rezidentními paměťovými T buňkami popsanými dříve. Rezidentní NK buňky však nemusí být nutně paměťového fenotypu a ve skutečnosti je většina rezidentních NK buněk funkčně nezralá. Tyto specializované podskupiny NK-buněk mohou hrát roli v orgánové homeostáze. Například NK buňky v lidských játrech jsou obohaceny o specifický fenotyp a podílejí se na kontrole jaterní fibrózy. Rezidentní NK buňky byly také identifikovány v místech, jako je kostní dřeň, slezina a v poslední době také v plicích, střevech a lymfatických uzlinách. V těchto místech mohou rezidentní NK buňky po celý život působit jako rezervoár pro udržení nezralých NK buněk.